# Història d'Assam
La història d'Assam és molt poc coneguda en els seus orígens. No apareix fins al segle vii, quan és esmentat el Regne de Kamrup per un peregrí xinès.

## Regne de Kamrup
La primera referència a Assam l'esmenta com a Regne de Kamrup. Vers el 640 un viatger xinès va arribar a la cort del rei Bhaskar Barman, aliat d'Harsa, sobirà de l'Índia del nord, i va passar per Kamrup. La capital n'era Gawhati o Gauathi. Al segle xiii el regne va entrar en descomposició i es fragmentà en petits grups tribals i dominis de prínceps (rajah) hindús anomenats bhuians.
Les inscripcions esmenten al segle XIII com a reis Govinda Deva i Isana Deva (noms hindús de regnat) dels quals no se sap gairebé res. En la tradició del Mahapurushias, es diu que al Baix Assam es va formar el Regne de Kamata. Al començament del segle xiv apareix un rei hindú de nom Durlabh Narayan a Kamata.

### Ahom
La tribu dels ahom, d'origen shan, va arribar en aquesta època des de Birmània (1228) i es va establir a la regió absorbint els regnes de Chutiya i Kachari, sotmetent les tribus muntanyeses properes i integrant els bhuians (principats) a l'aparell administratiu feudal de l'estat.
Segons la tradició la causa de la sortida del seu país dels ahom fou un conflicte successori al Regne de Mungmau o Pong, a la vall de l'Irawaddy, i els ahom que van marxar estaven dirigits pel pretendent Sukapha, que va entrar amb els seus seguidors al sud del que després fou el territori de Lakhimpur i al sud-est del districte de Sibsagar, habitat aleshores per tribus bodos (morans i borahis), que foren sotmeses. Els territoris veïns eren els dos estats principals: al nord de Lakhimpur i nord-est de Sibsagar fins al riu Disang, governat antigament per una branca dels reis Pal, formava el Regne dels Chutiyes (que havien establert un regne considerable substituint els reis Pal); i a l'oest de Sibsagar, la vall de Dhansiri, i gran part de Nowgong, els kacharis.
Absorbits els bodos per la facilitat de relació de les dones ahoms, i després de l'arribada de nous emigrants ahoms, aquests van esdevenir molt poderosos. Al segle XIV van fer la guerra al raja de Kamata, que va demanar la pau. Després van fer la guerra als Chutiyes. El 1376 aquests van demanar la pau i van aprofitar per matar a traïció el rei ahom Sutupha en una festa a la vora del riu Safrai, on s'havia de celebrar la pau; la guerra es va reprendre, però els Chutiyes no foren dominats totalment fins al 1523, quan el rei Ahon Suhunmung, conegut com a Dihingia Raja (1497-1539), els va derrotar en una carnisseria i va annexionar el territori que conservaven, que fou convertit en virregnat (fou nomenat un virrei o Sadiya-khowa Gohain) i molts ahom de Gargaon es van establir a Sadiya, la capital Chutiya, les famílies dirigents dels quals foren deportades.
Al segle XV es va apoderar de la regió del Baix Assam un rei de la branca dinàstica Khen, el tercer rei de la qual, Nilambar, fou enderrocat el 1497 o 1498 per Husain Shah, rei musulmà de Bengala, que va ocupar la capital Kamatpur després d'un llarg setge.
Vers 1500 Biswa Singh va fundar el Regne de Koch derrotant alguns caps locals, i va establir la capital a Cooch Behar (Koch Behar); els koch eren d'ètnia mongola i parlaven una llengua similar als kacharis, tipperes, lalungs, chutiyes i garos. A Biswa Singh el va succeir el seu fill Nar Narayan, que es va estendre en totes direccions i derrotà els caps de Dimarua, Jaintia, Khairam, Cachar, i Tippera (Tripura) i el raja ahom d'Assam, la capital del qual va ocupar, i el raja en va esdevenir tributari.
La primera guerra entre els ahom i els kacharis va tenir lloc el 1490 i els primers van triomfar en la batalla del riu Dikho; trenta anys després Dihingia Raja d'Ahom (1497-1539), després de derrotar els chutiyes (com ja s'ha indicat, va annexionar el regne el 1523), va derrotar els kacharis al riu Dhansiri i, encara que els derrotats van aconseguir després algunes petites victòries, foren finalment vençuts de manera total i el seu rei deposat; posaren al tron un rei fidel de nom Detsung; el 1536 es va reprendre la guerra i Detsung fou fet presoner i executat; la capital Dimapur fou saquejada i els kacharis van perdre bona part dels seus territoris (la vall del Dhansiri i el nord del riu Kalang a Nowgong).
Nar Narayan de Koch fou derrotat per Isa Khan, senyor o príncep (bhuiya) de Sonargaon a Bengala oriental, que va fer presoner al seu germà Sukladhwaj, el cap militar principal dels koch; el 1584 el fill de Sukladhwaj, Raghu, es va rebel·lar i va aconseguir la possessió de la part oriental del regne a l'est del riu Sankosh mentre Nar Narayan conservava la resta a l'oest del riu on aquell mateix any va morir i el va succeir el seu fill Lakshmi Narayan.
El primer rei ahom que va adoptar l'hinduisme fou Chuhum-pha o Suhunmunga (Dihingiaa Rojaa o Dihingia Raja, 1497-1539, ja esmentat); va morir assassinat el 1539, es diu que per un sicari instigat pel seu fill; entre els seus mèrits, haver eliminat el poder dels chutiyes (1523) i els kachari (1536) de la vall del Brahmaputra i una suposada submissió del rei dels koch (vers 1525). També fou qui va rebutjar unes expedicions musulmanes, la segona de les quals, el 1532, dirigida per un general de nom Turbak, va obtenir algunes victòries parcials, però fou finalment derrotat a la riba del Bhareli i el mateix general va morir. Molts presoners musulmans es van establir al país i serien els ancestres dels màries o mòries. El 1550 el rei de Gaur va enviar un exèrcit a Assam, que va arribar fins a Kaliabar, on finalment fou derrotat i part dels soldats fets presoners (junt amb altres serien també l'origen dels màries).
Després de Dihingia Raja el poder ahom va seguir creixent i el seu territori es va expandir; les guerres foren constants amb els naga (país a l'entorn de Mongkawng), kacharis i kochs. Encara que sovint foren victoriosos, també van patir derrotes com la de davant el rei koch Nar Narayan, que per un moment va ocupar la capital ahom i el seu rei va esdevenir tributari a la segona meitat del segle XVI; però es van recuperar ràpidament, i tornaren a ser independents quan el Regne Koch es va dividir en dues parts el 1584.
A la part occidental de Koch, Lakshmi Narayan va succeir al seu pare Nar Narayan després del 1584; va estar amb guerra amb Parikshit, fill i successor de Raghu a la part oriental. Lakshmi no podia guanyar i va demanar l'ajut dels mogols, que van enviar un exèrcit que va ocupar la fortalesa de Parikshit a Dhubri i després van atacar la capital oriental, Barnagar, al riu Manas. Després d'uns mesos de resistència es va haver de rendir i fou enviat presoner a Delhi; el germà de Parikshit, Bali Narayan, va fugir a Ahom, i el rei d'aquest estat, Pratap Singh, va refusar lliurar-lo. Els mogols van envair Ahom amb deu o dotze mil soldats i van derrotar l'exèrcit de Pratap al riu Bhareli, però després foren aniquilats en un atac nocturn; Pratap Singh va donar el tron de Koch oriental a Bali Narayan, i va conquerir Pandu prop de Gawhati, que va fortificar; després va assetjar Hajo, però fou rebutjat; va estar pel Baix Assam durant anys amb èxit variable i el 1637 el governador mogol de Dacca va decidir posar fi als seus atacs i va enviar un nou exèrcit que va expulsar els ahoms de Kamrup; Bali Narayan va morir en combat i es va fer un tractat que establia el Barnadi com a frontera entre Ahom i els mogols.
El rei d'Ahom Chu-cheng-pha o Susenghphaa (Prataap Xingha, vers 1603 o 1611-1641 o 1649) va construir temples hinduistes a Sibsagar i va declarar l'hinduisme religió oficial; un successor, Raja Chutumla (vers 1649-1663), va rebre dels bramans el nom de Jayadhajiya Singh (Jayadwaj Xingha o Bhoganiyaa Rojaa) i sota el seu govern es va produir la invasió dels mogols dirigits per Mir Jumla, general d'Aurangzeb.
A la part occidental els reis koch van continuar governant amb seu a Sankosh com a vassalls de l'Imperi mogol. Quan Shah Jahan es va posar malalt el 1658, el rei d'aleshores, Pran Narayan, va aprofitar la confusió i les lluites successòries per a refusar el tribut i va derrotar el fawjdar mogol de Goalpara, que es va haver de retirar cap a Gawhati d'on fou expulsat pel rei d'Ahom Jayadhwaj Singh. Pran Narayan va proposar una repartició del Baix Assam entre els dos regnes, però el rei d'Ahom ho va refusar i Pran es va haver de retirar cap a Sankosh deixant tota la vall del Brahmaputra en mans dels ahoms.
Una vegada restaurat l'ordre, el governador mogol de Bengala Mir Jumla va iniciar (1662) un nou atac; va derrotar a Pran Narayan, i després va marxar contra Ahom amb dotze mil cavallers i 30.000 infants; derrotats els ahoms per terra i aigua (riu), foren expulsats de bona part del Baix Assam. Les dificultats de comunicació al país no van aturar a Mir Jumla, que va avançar pel sud del Brahmaputra, amb vaixells pel riu i l'exèrcit per terra, i finalment va ocupar Gargaon, la capital dels ahom, on es va aturar esperant el bon temps; les pluges d'aquell any foren molt fortes i el país es va inundar; l'exèrcit mogol no podia rebre subministraments i els ahom els atacaven a la nit i destruïen les petites guarnicions i destacaments aïllats. La posició dels mogols va esdevenir difícil i les pluges no paraven; es van declarar epidèmies, especialment disenteria, que va patir Mir Jumla. Aquest va haver d'acceptar el clamor de les seves tropes i inicià la retirada cap a Bengala. Quan fou possible pel temps, va signar un tractat en què el rei ahom va acceptar pagar tribut, i inicià el retorn. Va morir al poc de tornar a Dacca; a l'any següent (1663) els mogols tenien posicions avançades a Rangamati i Goalpara i els ahom dominaven el país. El Regne de Koch Behar (Koch Occidental, que dominava Goalpara, Kamrup i zones de l'oest de Darrang) fou ocupat pels musulmans i sotmès a tribut; un segon exèrcit mogol fou rebutjat a Assam el 1669, i la frontera es va establir al riu Manas.
Els conflictes interns van començar llavors a Ahom entre partidaris i contraris als mogols musulmans; en onze anys (1669-1681) set reis van ocupar el tron i cap en va morir de mort natural; els musulmans van aprofitar per a recuperar Gawhati (1679), de la qual foren expulsats altre cop per Gadadhar Singh, que va pujar al tron el 1681 i ocupà la ciutat el 1688. Els ahom es van estendre fins a Goalpara a l'oest ocupant el regne veí de Koch (1682), i els musulmans no van passar de Goalpara al sud del Brahmaputra, excepte Ringamati, al nord del riu, a 60 km a l'oest de Goalpara.
Rudra Singh (Rudra Xingha), el més gran dels reis ahoms, va pujar al tron el 1695 o 1696; va estendre els seus dominis al sud cap a Nowgong (que era dels kacharis) ocupant Maibang (al posterior districte de North Cachar Hills), on els kacharis havien establert la capital (quan es van retirar de l'antiga capital Dimapur, vers el 1536). Va governar fins al 1714. Va intentar una invasió dels dominis kacharis a la plana de Cachar que el raja kachari havia obtingut com a regal del rei de Tripura pel casament amb una de les seves filles; però per les dificultats del terreny en temps de pluja va haver de desistir. El raja kachari, Tamradhwaj, va demanar ajut dels jainties, una secció dels khasis, que dominaven les terres entre les muntanyes Jaintia i Khasi fins al riu Surma (el rei jaintia Ram Singh tenia seu a Jaintiapur). Quan els ahoms es van retirar Tamradhwaj va indicar a Ram Singh que la seva ajuda no era necessària, però el rei jaintia va aprofitar la mobilització que havia fet i va annexionar el territori de Tamradhwaj; aquest llavors va demanar ajut a Rudra Singh d'Ahom i aquest va enviar dos exèrcits contra Jaintiapur, un per les muntanyes i altre pel país kachari. La capital jaintia fou ocupada sense dificultat; però quan es va intentar l'annexió els jainties es van revoltar com una sola persona, i van forçar la retirada d'Ahom.
Rudra Singh va morir el 1714; va imposar definitivament la religió hindú. El seu fill Sib Singh (Xiba Xingha, 1714-1744) va estar dominat pels bramans de la secta Sakta i va permetre a la seva dona Phuleswari insultar a Sudra Mahant, el cap de la secta dels moamàries. En aquest temps només els deodhais i bailongs i els sacerdots i astròlegs tribals van romandre aferrats a les antigues creences. El 1769 en pujar al tron Lakshmi Singh els moamàries van començar un política agressiva i una part de la població es va revoltar per primera vegada sota la direcció dels mahantes (líders religiosos), sota Ragha Maran; un grup de moamàries es va apoderar del rei i va proclamar sobirà el fill d'un cap de la tribu matak (que vivia al territori de Lamkhipur; el seu nom vol dir 'forts'), el més addicte a la secta; la repressió contra antics servidors de l'estat ahom va impulsar els legitimistes a la revolta i el comandant moamària fou assassinat en un atac nocturn i molts dels caps de la secta van morir; sense líders, els sectaris van oferir poca resistència i foren dispersats. L'Alt Assam va quedar devastat al final de la revolta (1769).
Laskshmi Singh va morir el 1780 i el va succeir el seu fill Gaurinath Singh, que va iniciar persecucions contra els moamàries, i aquests ara dirigits per les dues vídues de Ragha Maran, anomenades Radha i Rukmini, van participar en les lluites posteriors contra l'exèrcit reial. El fill de Ragha, Ramakata, finalment va aconseguir-ne la victòria; les tropes reials foren derrotades decisivament el 1786 pels sectaris en diversos xocs i van assaltar la capital, que van ocupar:
Ramataka es va coronar rei. El rei ahom, Gaurinath, va fugir a Gawhati però un dels seus ministres, Bura Gohain, va mantenir la resistència durant anys amb èxit divers; el caos es va instal·lar al territori: el rerepaís va ser devastat per bandes de soldats i caps locals es van començar a proclamar independents, entre els quals Krishna Narayan, descendent dels reis koch, que es va apoderar de Darrang i la part nord de Kamrup i va amenaçar Gawhati; també els moamàries van avançar de mica en mica. El rei va demanar ajut als britànics, que ara dominaven Sylhet i Goalpara (abans dels mogols).
El govern de Calcuta (lord Charles Cornwallis) va enviar (setembre de 1792) al capità Welsh amb un destacament. A la vora de Gawhati es va trobar amb el rei, que havia hagut de fugir de la ciutat davant la revolta popular dels doms dirigits per Bairagi; Welsh va derrotar a Bairagi i va restaurar al tron al rei; després va creuar el Brahmaputra i va derrotar el rei koch Krishna Narayan (que tenia un exèrcit de 3.000 membres), que finalment es va haver de rendir després de noves derrotes parcials. Welsh va restablir l'ordre al regne, però es va adonar que el mateix raja era cruel i que tenia molts enemics; la sanguinària conducta del raja i les intrigues dels seus ministres van aconsellar canviar alguns ministres per altres més humanitaris; es va proclamar també una amnistia; el 1793 va romandre a Gawhati i el gener de 1794 va pacificar Mangaldai i Nagaon, va avançar a Kaliabar i va fer aixecar el setge que els moamàries estaven sotmetent a Jorhat, on resistia el ministre Bura Gohain; va aconseguir una decisiva victòria a 20 km de Rangpur, que fou ocupada el març.
Sir John Shore va succeir a lord Cornwallis com a governador general i amb ell va arribar la política de no-intervenció, i va cridar a Welsh tot i les protestes del rei d'Ahom; així que Welsh va retornar a la seva base el 1794 a Calcuta. La secta dels moamàries, principalment la tribu matak, que dominava la regió de la conca de Dihing-Brahmaputra, va mantenir una existència independent i el seu cap es titulava Bar Senapati (es va mantenir fins a l'annexió britànica). El rei, una vegada va sortir Welsh, va destituir els oficials que ell havia fet nomenar, va renovar la persecució dels moamàries i es va venjar d'antics enemics que s'havien sotmès contra promesa de perdó; el caos es va instal·lar al país; els reis foren instruments de poderosos ministres i cap bàndol era prou fort per imposar-se sense ajut extern. Bura Gohain, el ministre reial, va organitzar un cos de tropes sota disciplina com les angleses i va aconseguir aturar als moamària i altres malcontents. Gaurinath fou seguit al tron per un parent llunyà de nom Kamaleswar, descendent de Gadadhar Singh; el següent rei (1811) Chandra Kanta, era germà de l'anterior.

### Ocupació birmana
El 1811 va pujar al tron Chandra Kanta. Poc abans (1810) el governador de Gawhati (Bar Pukhan), Badan Chandra, havia caigut en desgràcia i havia fugit a Bengala on va demanar ajuts als britànics sense èxit; allí es va guanyar l'amistat d'un enviat birmà, amb el que va viatjar a Amarapura la capital birmana, on va convèncer el rei birmà d'enviar una expedició a Assam. El 1816-1817 un exèrcit de vuit mil homes fou enviat a Assam; l'exèrcit va creuar les muntanyes Patkai i va obtenir el suport d'alguns caps; va entrar a Assam i va ocupar el país amb facilitat fins a Jorhat. El governador de Gawhati fou reinstal·lat.
L'exèrcit invasor va retornar a Birmània i només sortir van esclatar altre cop les lluites; Badan Chandra fou assassinat i el rei Chandra Kanta fou deposat i posat al tron Purandar Singh descendent de Raja Rajeswar Singh; els partidaris de Badan Chandra van cridar altre cop als birmans que van retornar i van restaurar a Chandra Kanta (1819), però aquesta vegada venien per quedar-se. Chandra Kanta va intentar separar-se de la seva tutela (1821) però va fracassar i va haver de fugir a territori britànic on també s'havia refugiat Purandar Singh. L'ocupació birmana fou brutal; els pobles foren saquejats i cremats, i els habitants expulsats cap a la jungla.
L'ocupació birmana i la decadència d'Ahom va provocar que els reis kachari, que ara estaven establerts a Khaspur a la plana de Cachar, es recuperessin però al mateix temps van començar a ser atacats pels manipuris. Kachari va demanar ajut als britànics que ho va rebutjar fins al 1824 quan l'amenaça d'invasió de Cachar i Jaintia pels birmans els va fer reaccionar; la guerra entre britànics i birmans es va iniciar a la frontera de Cachar però els combats principals foren a la vall del Brahmaputra on una força britànica de tres mil homes va avançar sense gaire oposició cap a Kaliabar. En arribar la temporada de pluges els britànics van retornar a Gawhati i els birmans van recuperar Nowgong on van cometre grans atrocitats amb els habitants abandonats a la seva sort; molts foren assassinats i altres van fugir per salvar la vida cap a les muntanyes del sud on gran part va morir de gana i només una petita part va poder arribar a la plana de la vall del Surma.
Al passar les pluges els britànics van tornar a avançar i els birmans foren expulsats liquidant els intents de resistència; en la seva retirada els birmans es van emportar trenta mil esclaus. El tractat de Yandabu del 24 de febrer de 1826 va posar fi a la guerra i va cedir Assam als britànics i el comissionat de Rangpur, Scott, fou nomenat com a administrador. Aquesta guerra, l'ocupació birmana i les anteriors revoltes van provocar la mort d'un terç de la població d'Assam.

### Protectorat britànic
El regne d'Ahom es va dividir el 1826 en dos comissaries: Upper Assam (Alt Assam) i Lower Assam (Baix Assam) incloses a la presidència de Bengala. Pel tractat de Yandabu el regne de Manipur fou restaurat Raja Gambhir Singh, que havia estat expulsat pels birmans. Els britànics van respectar la seva independència regulada per tractat i només intervenien en les rebel·lions i disputes successòries si calia.
El Baix Assam fou posat sota administració directe britànica però l'Alt Assam, excepte Matak (el territori del Bar Senapati cap dels moamàries del sud de Lakhimpur que va restar independent) va quedar sense administració fins que es va decidir constituir (o millor reconstituir) un principat ahom el 1832 sota Purandar Singh, príncep de la dinastia ahom (proclamat el 1833), que va governar la resta dels districte de Lakhimpur i el de Sibsagar. El cap khamti de Sadiya (Sadiya-khowa Gohain o virrei de l'antic país Chutiya) que s'havia apoderat de la zona durant les revoltes dels moamàries, fou confirmat pels britànics com a feudatari.
Mentre el Baix Assam es va dividir en quatre districtes: Goalpara, Kamrup, Darrang, i Nagaon. A Cachar (Kachari) el raja Govind Chandra, que havia estat expulsat pels birmans, fou restaurat (1826) però aviat el nou governant va haver de cedir la part nord dels seus dominis a un rebel de nom Tula Ram; el raja fou assassinat el 1830 sense deixar hereu legítim directes i la plana de Cachar fou annexionada pels britànics (1832) i el regne Kachari (Kachaari) format pels actuals districtes de Karbi Anglong, Cachar i altres, fou incorporats al districte de Nagaon.
El 1833 es va adquirir el territori dels khasi (Khasi Hills States) en part per conquesta i en part per tractat i els caps van restar semi independents sota sobirania britànica però sense pagar impostos. El país dels khasi fou conquerit pels britànics el 1833 quan un equip que construïa una carretera fou atacat, però de fet la zona fou deixada en virtual independència sota els seus caps locals excepte alguns pobles que foren progressivament annexionats efectivament, entre els quals la vila de Shillong.
El 1834 es va restablir el regne Kachari sota Tula Ram; el 1835 Tula Ram va cedir part del seu territori i la resta fou annexionat a la seva mort el 1850 quan el seu fill no va poder administrar el país.
El 1835 es va incorporar a Assam el districte de Jaintia Hills quan el raja local, que havia perdut ja els seus territoris a la plana per participar en sacrificis humans a la deessa Kali (els sacrificis humans estaven prohibits pels britànics encara que afectessin a nadius) va decidir cedir tot el seu territori a canvi d'una pensió. El 1835 el Sadiya-khowa Gohain (virrei) de Sadiya fou deposat però l'estat va poder existir fins al 1839 sota caps locals khamti.
El 1836 el bengalí fou declarat llengua oficial d'Assam.

### Dominació britànica
El 1838 Purandar fou declarat incapacitat per administrar el país i el seu regne annexionat i es van crear els districtes de Sibsagar i Lakhimpur; el territori dels Naga Hills fou reconegut que era part d'aquest regne però va restar sense administració britànica.
El 1839 els caps khamti van atacar de nit la guarnició de Sadiya i van matar el coronel White, l'oficial que tenia el comandament, i un nombre dels seus soldats indígenes. Llavors els khamtis foren deportats a llocs allunyats del riu i el seu estat ocupat en part.
El Bar Sepanati de Matak (prop de Sadiya o Xodiyaa), líder dels moamària, va morir el 1842 i el seu fill va acceptar les condicions imposades pels britànics i va entregar el país que fou annexionat.
El 1850 el sobirà de Kachari, successor de Tula Ram, fou deposat per incapacitat i el país annexionat.
El darrer territori oficialment incorporat fou Tularam el 1854. En aquest any es va formar la subdivisió de North Cachar per incloure els territoris dels Naga Hills, i els territoris naga van quedar repartits entre els districtes de Cachar, Nowgong i els Naga Hills.
El 1862 es van revoltar els syntengs o santeng de les muntanyes Jaintia, per la introducció d'algunes taxes, però la revolta fou dominada si bé amb més dificultats de les previstes.
El 1864 després de la guerra amb Bhutan es van annexionar els Dwars Orientals al districte de Goalpara.
La part més difícil fou la conquesta del país Naga iniciada el 1866 quan es va formar el districte de Naga Hills amb seu a Samaguting; un oficial britànic es va establir al territori dels Angaami o Angami Naga (als Naga Hills) el 1866 però aquestos no acceptaven cap autoritat. Una expedició fou necessària el 1879-1880 quan es va ocupar Kohima on es va construir un fort. El febrer de 1881 es va crear el districte de Naga Hills, amb límits definits el juliol de 1882. El darrer territori naga no fou incorporat totalment fins al 1904 quan es va ocupar la part oriental del regne d'Angami Naga.
El país dels garos estava inclòs dins el districte de Goalpara però els britànics no havien entrat al territori i els garos feien incursions paròdiques a les planes. El 1866 una expedició de càstig es va desenvolupar al país garo, i el districte de Garo Hills, nominalment integrat al districte de Goalpara, es va constituir en districte separat; el 1869 es va aconseguir el domini efectiu i es va establir l'administració amb seu a Tura i només els poblets més remots van quedar fora de control. Aquestos van fer algunes incursions i destacaments de policia van haver de restablir l'orde el 1872-1873. El 1873 el país garo estava totalment dominat.
El 1873 l'assamès fou restablert com a llengua oficial i poc després (1874) Assam fou transformat en subprovíncia o divisió amb capital a Shyllong a les muntanyes Khasi (Khasi Hills) i el conjunt anomenat província de Bengala i Assam. La província, fins a la reorganització el 1905, va tenir els següents administradors (Comissionats en cap):
- Coronel R. H. Keatinge 1874-1878
- Sir Stewart Bayley 1878-1881
- Sir Charles Elliott 1881-1885
- Sir William Ward 1885-1887
- Sir Dennis Fitzpatrick 1887-1889
- Sir James Westland 1889
- J. W. Quinton 1899-1891
- Sir William Ward 1891-1896 (segona vegada)
- Sir Henry Cotton 1896-1902
- Sir J. B. Fuller 1902-1905

La seva població s'estimava el 1872 en 4.124.972 habitants i el 1881 en 4.881.426 habitants. El nombre de pobles era de 22.401 amb 7 viles o ciutats i la superfície era de 120.023 km².
Els 11 districtes el 1881 eren:
- Sylhet
- Cachar
- Goalpara
- kamrup
- Darrang
- Nagaon (Nawgong)
- Sibsagar
- Lakhimpur
- Garo Hills
- Khasi Hills (abans Cachar Hill i després Khasi i Jaintia Hills)
- Naga Hills

Després (1898) es va afegir Lushai Hills.
Estaven repartits en tres subdivisións: Surma Valley (Sylhet i Cachar); Brahmaputra Valley (Assam Valley amb sis districtes) i Hill Districts (els quatre territoris de les muntanyes o "Hills").
De la població indígena, mig milió practicaven cultes ancestrals i un milió eren hinduistes (que eren un total de més de tres milions a tot l'estat). Castes principals eren els bramans, els bhuiyes, els kalites, kaibarttes (o keuts o kewats), doms, katanis, jugis, chandals, bòries, salais (shalois), haris, napits, nats i bhumij. El 1881 una quarta de la població era musulmana (1.317.022) i eren coneguts com a gories (amb un clan particular anomenatr màries o mòries); els musulmans dominaven Sylhet ja al segle XIV (1384)
Els lushai feien incursions a territori britànic abans de 1890 i eren objecte d'expedicions de càstig periòdiques. El 1890 una d'aquesta expedicions va establir posicions militars al territori; l'atac a dos d'aquestes posicions el 1898 va suposar aviat l'annexió dels Lushai Hills.
El 1890 es va produir una revolta a Manipur i el raja fou expulsat del palau i va abdicar en favor de Jubraj (Kulachandra) però després se'n va fer enrere. El govern britànic va confirmar a Jubraj però va fer detenir al senapati que havia estat l'ànima del complot. Un equip britànic va anar Manipur i va conminar al senapati a rendir-se però aquest va resistir; el comissionat en cap i quatre oficials foren convidats a negociar sota promesa de salvaconducte i van anar al Darbar (govern de palau) sense armes. Després de les converses que foren profitoses es van retirar però pel camí foren bloquejats per centenars de manipuris i dos britànics van ser ferits amb llances i un d'aquestos va morir de la ferida; els quatre que van sobreviure foren capturats i assassinats. Es va enviar llavors una expedició militar que va ocupar Manipur i va castigar els rebels. Kulachandra fou deposat i un col·lateral, Churachandra Singh, fou posat al tron, sota control d'un resident britànic (1891).
El 1898 el país Lushai (Lushaai) fou incorporat definitivament i convertit en districte amb seu a Aijal o Aizal.
A Assam hi havia un nombre limitat de cristians, pero les predicacions cristianes al segle XIX eren intenses; també un nombre reduït de budistes, quasi tot bhúties i dos-cents jainistes; dos-centes persones es declaraven membre de la secta hindú dels brahmes.
Les ciutats principals eren: Sylhet (14.407 habitants), Barpeta (13.758), Gawhati (11.695), Dibrugarh (7.153), Goalpara (6,697), Silchar (6.567) i Sibsagar (5.868). La capital Shillong o Shyllong, només tenia 3.737 habitants.
L'economia era prospera i no hi havia fams (exceptuant la causada per la invasió dels birmans). El te era ja llavors el producte principal (el 1881 hi havia 1.058 plantacions). El govern corresponia al Comissionat en cap, amb un comissionat delegat per la Vall d'Assam (a partir del 1881) i l'agent polític de Manipur (estat que formava part de la província); cada districte tenia un subcomissionat.

## Ètnies d'Assam (1874-1905)
- Bhúties
- Akes
- Daphles
- Miris (Mihsings)
- Abars
- Mishmis
- Naga
- Lushai (Mizos)
- Kukis
- Karbis (Mikirs)
- Tiwa
- Rahba
- Deori
- Khasi
- Garo
- Kacharis
- Lalungs
- Hajungs
- Mechs
- Bodos
- Chutiyas
- Kochs
- Rajbansis
- Khamtis
- Manipuris
- Syntengs (Santengs)
- Madahis

El 1905 Assam fou agregat a Bengala ara dividida en Occidental i Oriental (Assam va quedar integrada a Bengala Oriental que es va dir "Província de Bengala Oriental i Assam") sota un tinent governador, fins que el 1912 Bengala Occidental i Bengala Oriental & Assam foren reunificades i Assam va quedar sota un comissionat. Aquesta situació va provocar l'emigració de bengalís (generalment musulmans) que fou l'origen de posteriors problemes. El 1917 el regne de Kuki Naga fou annexionat al districte de Nagaland a l'Assam.

## Província (1919)
El 1919 Assam fou convertit en província separada formada per les valls del Brahmaputra, el Barak i el Surma; va quedar dividida en 9 districtes: 
- Lakhimpur
- Jorhat
- Karbi Anglong
- Darrang
- Nagaon
- Kamrup
- Goalpara
- North Cachar
- Cachar
- Sylhet o Shyllet.

El 1921 es va establir el govern provincial responsable a Assam.
El 1947, amb la partició, Sylhet va votar per la unió amb Pakistan (excepte la sub-divisió de Karimganj). El 1951 una zona fronterera fou cedida a Bhutan. El Partit del Congrés va governar fins al 1978, i després el partit Janata un any. Del 1979 al 1980 l'estat fou sota l'anomenat govern presidencial indi (11 desembre 1979 - 12 desembre 1980). Els primers ministres foren:
- 15 agost 1947 - 6 agost 1950 Srijut Gopinath Bardoloi
- 9 agost 1950 - 28 desembre 1957 Bishnuram Medhi
- 28 desembre 1957 - 6 novembre 1970 Bimali Prasad Chaliha
- 11 novembre 1970 - 31 gener 1972 Mahendra Mohan Choudhury
- 31 gener 1972 - 12 març 1978 Sarat Chandra Sinha
- 12 març 1978 - 4 setembre 1979 Golap Borbora
- 9 setembre 1979 - 11 desembre 1979 Jogendra Nath Hazarika

Molts grups polítics es van oposar a la idea d'un gran Assam amb predomini dels assamesos sobre altres grups ètnics, i això va portar a la creació de diversos estats: Nagaland el 1963, Meghalaya, Manipur i Tripura el 1972, i Arunachal Pradesh (abans North East Frontier Agency-NEFA com a territori des del 1972) i Mizoram (territori des el 1972) el 1987. La capital de l'estat Shillong va quedar dins de Meghalaya i el 1973 fou traslladada a Dispur, prop de Gawhati (Guwahati).
El 1971, després de la guerra entre India i Pakistan, uns dos milions de bengalís van emigrar a Assam. Aquests bengalís donaven suport al Partit del Congrés, al poder a Delhi i, per tant, el seu establiment fou tolerat. Ja el 1970, sota l'impuls de l'Associació d'Estudiants d'Assam (Asom All Assam Students Union - AASU) van sorgir dos moviments, el polític Ahom Gana Sanagram Parishad (AGSP), i el militar Front Unit d'Alliberament d'Assam, o United Liberation Front of Assam (ULFA), organització radical que preconitzava la lluita armada. Como a contrapoder els bengalís i altres minories van formar l'All Assam Minority Students Union (AAMSU).
L'oposició a l'emigració bengalina va créixer entre els assamesos. El 1983 es va produir la matança de 500 bengalís a Nellie i n'hi va haver altres de menors. Finalment el 15 d'agost de 1985 es va establir un tractat que impedia l'establiment de nous emigrants, però de fet no va tenir gaire aplicació. Del 1980 al 1985 governà el Partit del Congrés excepte del 29 de juny de 1981 al 13 de gener de 1982 en què va estar sota govern presidencial. Els primers ministres (1980-1985) foren:
- 12 desembre 1980 - 29 juny 1981 Anwara Taimur (era una dona)
- 13 gener 1982 - 19 març 1982 Keshav Chandra Gogoi
- 27 febrer 1983 - 24 desembre 1985 Hiteshwar Saikia

AASU va donar suport a les eleccions al AGP (Ahom Gana Parishad, Partit Popular d'Assam) contra el Partit del Congrés. La AAMSU pel seu costat va afavorir el sorgiment del United Minorities Front (UMF) que pretenia unir a les minories (emigrants musulmans, bengalís hindús, musulmans assamesos, nepalesos, i grups tribals no assamesos). Quant es van fer les eleccions estatuals va triomfar l'Asom Gana Parishad, partit de tarannà nacionalista assamès moderat dirigit per Prafulla Kumar Mahanta que va assumir el govern el 24 de desembre de 1985 i el va conservar fins al 27 de novembre de 1990 després d'uns casos de corrupció, quan altre cop es va instaurar el govern presidencial que va durar fins al 30 de juny de 1991.
El 1989 va començar l'oposició del poble bodo contra el governo assamès al que es queixaven de no respectar la terra i la cultura dels bodos que vivien el nord de l'estat. Al front del moviment hi havia l'All-Bodos Students Union (ABSU), dirigida per Upendra Nath Brahma.
Des del 1990 la demanda d'independència d'Assam es va incrementar i va començar a actuar l'ULFA, United Liberation Front of Assam. Altres grups es van posicionar reclamant autonomia o independència. La violenta reacció del govern indi va portar aviat a un enfrontament armat. Per un moment a mitjans dels noranta els rebels tenien una força molt important, que va minvar al segle XXI. A les eleccions de 1991 va guanyar el Congrés i el 30 de juny de 1991 Hiteshwar Saikia assoli el govern per segona vegada; el 22 d'abril de 1996, perdudes les eleccions davant el Asom Gana Parishad va deixar pas a Bhumidhar Barman fins al 15 de maig quan va prendre possessió el primer ministre escollit Prafulla Kumar Mahanta, que exercia per segona vegada. Les eleccions de 2001 van donar la victòria al Congrés i el 18 de maig de 2001 Tarun Gogoi assoli la direcció del govern. Va renovar la majoria i va iniciar un segon mandat el 21 de setembre de 2006.
Les accions dels bodos les va iniciar la branca militar de la ABSU, les BSF (Bodo Security Force) però el 1996 va començar a actuar una organització rival, el Bodoland Liberation Tigers Front (BLTF) que va començar a dominar al si de l'ABSU. El 1997 va iniciar les seves accions la Bodoland Army, branca militar del National Democratic Front of Bodoland, que va substituir a la Bodoland Security Force.
El 15 de juliol de 1999 els tigres de Bodoland van declarar un alto el foc i van cridar a converses que van culminar en els primers anys del segle XXI en un acord.
A finals de 1999 una organització musulmana va iniciar l'activitat militar reclamant un estat separat pels musulmans d'Assam. Hi ha algunes altres organitzacions en lluita, especialment bengalís, però de molt baixa intensitat.

## Llista de reis
Abans del segle iv aC no se sap gairebé res dels reis. Van regnar Mohiranga Danaw i els seus descendents el darrer dels quals fou Ghatakaaxur 
- Dinastia Bhouma
  - Narakaaxur: 400-350 aC
  - 25 descendents durant uns 600 anys. Es coneixen només alguns noms dels quals destaquen Bhagadatta, Puspadatta i Bajradatta.

- Dinastia de Barman
  - Pusya Barman		 350-389
  - Xomudra Barman 		 380-405 (fill)
  - Bala Barman I		 405-420 (fill)
  - Kolyaan Barman		 420-440 (fill)
  - Ganapoti Barman 		 440-450 (fill)
  - Mahendra Barman		 450-485 (fill)
  - Narayan Barman		 485-510 (fill)
  - Bhuti Barman		 510-555 (fill)
  - Chandramukh Barman	 555-565 (fill)
  - Sthita Barman		 565-585 (fill)
  - Xusthita Barman		 585-593 (fill)
  - Xupratisthita Barman	 593-594 (fill)
  - Bhaskar Barman		 594-645 (germà)
  - Avanti Barman 645-650

- Dinastia de Xaala Stambha
  - Xaala Stambha		 650-675
  - Bijoy Stambha		 675-? (fill)
  - Palak			 ?	(fill)
  - Kumar			 ?	(fill)
  - Bajradeb			 ? 	(fill)
  - Sriharxadeb		 725-750		(fill)
  - Bala Barman II		 750-765 	(fil)
  -  ??			 765-790

- Dinastia de Barman (segona vegada) 
  - Xalambha			 790-810
  - Arathi			 810-815 (germà)
  - Hajara Barman		 815-835 (fill)
  - Banamaala Barman		 835-865 (fill)
  - Jayamaala			 865-885 (fill)
  - Bala Barman III		 885-890 (fil)
  - Tyag Sinha		 890-900
  - Sis reis de noms desconeguts			 910-970

- Dinasta Paal o Pala

- - Brahmapaal 		 900-920
  - Ratnapaal		 920-960 (fill)
  - Indrapaal		 960-990 (net de Brahmapaal)
  - Gopaal		 990-1015 (fill)
  - Harxapaal		 1015-1035 (fill)
  - Dharmapaal		 1035-1060 (fill)
    - A Gauda o Gaur (Pala de Bengala) 1060-1075

  - Jayapaal		 1075-1110 (fill)
    - Tymgiadeva (Timeyadeva), virrei Pala 1110-1126, rei 1126-1136
    - Baidyadeb (Vaidyadeva), virrei Pala	1136-1140, rei 1140-1145

  - Rayaarideb		 1145- ?
  - Udayakarna		 ? - ? (fill)
  - Ballabhadeb (Vallabhadeva)	 ? - ? (fill)
  - Bishwasundradeb (Vishvasundaradeva) ?

- Dinastia Ahom
  - Sukaphaa			1228-1268
  - Sutephaa			1268-1281 (fill)
  - Subinphaa			1281-1293 (fill)
  - Sukhaangphaa		 1293-1332 (fill)
  - Sukhraangphaa		 1332-1364 (fill)
  - Sutuphaa			1364-1376 (germà)
  - Anarquía 	 1376-1380
  - Tyokhaamti		 1380-1389 (fill de Sukhaangphaa)
  - Anarquía 	 1389-1397
  - Sudangphaa (Baamuni Kunwar)	1397-1407 (fill de Tyokhaamti)
  - Sujangphaa			1407-1422
  - Sukaakphaa			1422-1439
  - Susenphaa			1439-1488 (fill)
  - Suhenphaa			1488-1493 (fill)
  - Supimphaa			1493-1497 (fill)
  - Suhunmunga (Dihingiaa Rojaa)	1497-1539 (fill)
  - Suklenmunga (Gorgoyaan Rojaa)	1539-1552 (fill)
  - Sukhaamphaa (Khuraa Rojaa)	1552-1603 (fill)
  - Susenghphaa (Prataap Xingha)	1603-1641 (fill)
  - Suramphaa (Bhogaa Rojaa)	1641-1644 (fill)
  - Sutingphaa (Noriyaa Rojaa)	1644-1648 (fill)
  - Jayadwaj Xingha (Bhoganiyaa Rojaa) 1648-1663 (fill)
  - Supangmunga (Chakradwaj Xingha)	1663-1669
  - Sunyatphaa (Udayaaditya Xingha)	1669-1673 (germà)
  - Suklanphaa (Ramdwaj Xingha)	1673-1675 (germà)
  - Suhunga Rojaa			1675
  - Gobar Rojaa			1675 (besnet de Suhunmunga)
  - Sujinphaa			1675-1677
  - Sudoiphaa			1677-1679
  - Sulikphaa (Loraa Rojaa)	1679-1681
  - Godhaadar Xingha		1681-1695 (fill de Gobar Rojaa)
  - Rudra Xingha			1695-1714 (fill)
  - Xiba Xingha			1714-1744 (fill)
  - Pramatta Xingha		1744-1751 (germà)
  - Raajeswar Xingha		1751-1769 (germà)
  - Lakshmi Xingha		1769-1780 (germà)
  - Gaurinaath Xingha		1780-1795 (fill)
  - Kamaleswar Xingha		1795-1811 (net de Godhaadar Xingha)
  - Chandrakaanta Xingha 	1811-1817 (germà)
  - Puranadar Xingha 		1817-1819 (net de Raajeswar Xingha)
  - Chandrakaanta Xingha 	1819-1821 (segona vegada)
  - Kogesvaara Xingha 1821- 1824?
  - ocupació birmana ? ?-1826 ()
  - Puranadar Xingha 1833-1838 (segona vegada, només rei de l'Alt Asam)

## Nota
1. ↑  Les expedicions de 1532 i 1550 esmentades per fonts diferents podrien ser realment una de sola.